# Ošljak Veli
Ošljak Veli je nenaseljeni otočić u hrvatskom dijelu Jadranskog mora.
Njegova površina iznosi 0,011 km². Dužina obalne crte iznosi 0,38 km.